# アルジェント: 子供と結婚
アルジェント: 既婚者で子持ち（Casados con hijo）は、もともとテレフェチャンネルで2005年4月12日から2006年12月28日まで放送されたアルゼンチンで作られたシットコム（アメリカの番組『既婚者で子持ち』のローカルバージョン）です。

## 解説
ボスは誰ですか？それは、機能不全の低中級クラスの家族であるアルジェントと、その上位中級クラスの隣人であるフセネコスの物語を扱っています。
ブエノスアイレスのスラム街で、家族の父親の低給、母親の贅沢、2人の子供の不器用さで最初に生き残りました。
後者は、前者の不幸を乗り越え、その間に独自の問題を抱えています。
シリーズの主演は、ギレルモフランチェッラ、フロレンシアペーニャ、ルイサナロピラト、ダリオロピラト、エリカリバス、マルセロデベリスです。
また、倦怠感や他のゲスト俳優や女優として、すでに亡くなった犬のヴィオレタも参加しています。